# 존 드레이퍼
존 드레이퍼(1944년 ~ )는 미국의 컴퓨터 프로그래머이자, 공짜로 전화할 수 있는 전화기를 만든 사람이다.

## 배경
존 드레이퍼는 미국 공군 기술자의 아들이다. 1964년 공군에 들어갔으며, 그의 동료 기술자를 도우며 알래스카에서 주둔하는 동안 지역 전화 교환기에 접속을 하는 장치를 발명하여 집에서 무료 전화로 통화 할 수 있게 만들었다. 1968년 공군에서 명예전역 한 후, 샌프란시스코 만 지역에서 군 관련 일을 했었다. 그는 그 시대의 반체제문화를 받아들였으며, 해적 라디오 방송국을 운영했다. 드레이퍼는 개인 위생과 치아 위생이 안 좋은 것으로 유명하다.

## 소프트웨어 개발자
1979년 존 드레이퍼는 애플 II용 첫 번째 워드프로세서인 이지라이터 (영어: EasyWriter)를 개발했다. 월 스트리트 저널에 따르면, 그는 알메다 군 교도소에서 복역하는 동안 야간에 그 코드를 손으로 작성했고, 그러고 나서 그 코드를 후에 컴퓨터에 입력시켰다. 그러나 또 다른 설명은 그가 캘리포니아 롬포크, 연방 교도 시설에서 4개월 동안 복역했을 때 썼다고 한다.

## 대중 문화
존 드레이퍼의 이야기는 대중문화에 영감을 주었다.
- 등장 인물 휘슬러가 영화 "스니커즈"에서 감옥에 있는 동안 무료 전화하는 것.
- 존 드레이퍼는 특히 만화 영화 "카우보이 비밥"의 한 장면에서 '캡틴 크런치'로 언급된다.[3]
- 그는 또한 영화 "실리콘 밸리의 해적들" 안에서 그려진다.

## 참고
1. ↑  RHOADS, CHRIS (2007년 1월 13일). “The Twilight Years of Cap'n Crunch”. 2010년 4월 16일에 확인함.
2. ↑  Lapsley, Phil (2013). 《Exploding the Phone: The Untold Story of the Teenagers and Outlaws who Hacked Ma Bell》. Grove Press. ISBN 978-0802120618.
3. ↑  "캡틴 크런치가 플라스틱 호루라기를 가지고 전국 전화 시스템에 침입을 한다"라고 언급한 장면